# San Bartolo de la Frontera
San Bartolo ist eine Ortschaft im Departamento Santa Cruz im Tiefland des südamerikanischen Anden-Staates Bolivien.

## Lage im Nahraum
San Bartolo ist eine Gemeinde im Kanton San Ignacio de Velasco im Landkreis (bolivianisch: Municipio) San Ignacio in der Provinz Velasco. Die Ortschaft liegt auf einer Höhe von 273 m drei Kilometer südlich der bolivianischen Grenze zu Brasilien.

## Geographie
San Bartolo liegt im bolivianischen Tiefland am Rande des südamerikanischen Pantanal, einem über weite Strecken unberührten Feuchtgebiet im bolivianisch-brasilianischen Grenzgebiet. Das Klima der Region ist ein semi-humides Klima der warmen Tropen.
Die monatlichen Durchschnittstemperaturen schwanken im Jahresverlauf nur geringfügig zwischen 21 °C im Juni und 26,6 °C im Oktober (siehe Klimadiagramm San Ignacio), wobei sie zwischen September und März fast konstant oberhalb von 25 °C liegen. Das Temperatur-Jahresmittel beträgt 24,5 °C. Die jährliche Niederschlagsmenge liegt im langjährigen Mittel bei 1200 mm. Drei Viertel des Niederschlags fallen in der Regenzeit von November bis März, während in der Trockenzeit in den ariden Monaten Juni bis August weniger als 30 mm pro Monat fallen.

## Verkehrsnetz
San Bartolo liegt in einer Entfernung von 536 Straßenkilometern nordöstlich von Santa Cruz, der Hauptstadt des Departamentos.
Von Santa Cruz aus führt die asphaltierte Fernstraße Ruta 4 über 57 Kilometer in nördlicher Richtung über Warnes nach Montero. Wenige Kilometer nördlich von Montero trifft sie auf die Ruta 10, die über eine Strecke von 648 Kilometer nach Osten führt und die Ortschaften San Ramón, San Javier und Santa Rosa de la Roca als Asphaltstraße durchquert. Auf den restlichen 370 Kilometern über San Ignacio de Velasco und San Vicente de la Frontera nach San Bartolo und weiter bis zur Grenzstadt San Matías ist die Straße unbefestigt.

## Bevölkerung
Die Einwohnerzahl der Ortschaft ist im vergangenen Jahrzehnt auf weniger als die Hälfte zurückgegangen:
| Jahr | Einwohner         | Quelle       |
| ---- | ----------------- | ------------ |
| 1992 | keine Detaildaten | Volkszählung |
| 2001 | 440               | Volkszählung |
| 2012 | 176               | Volkszählung |